# Setenil de las Bodegas

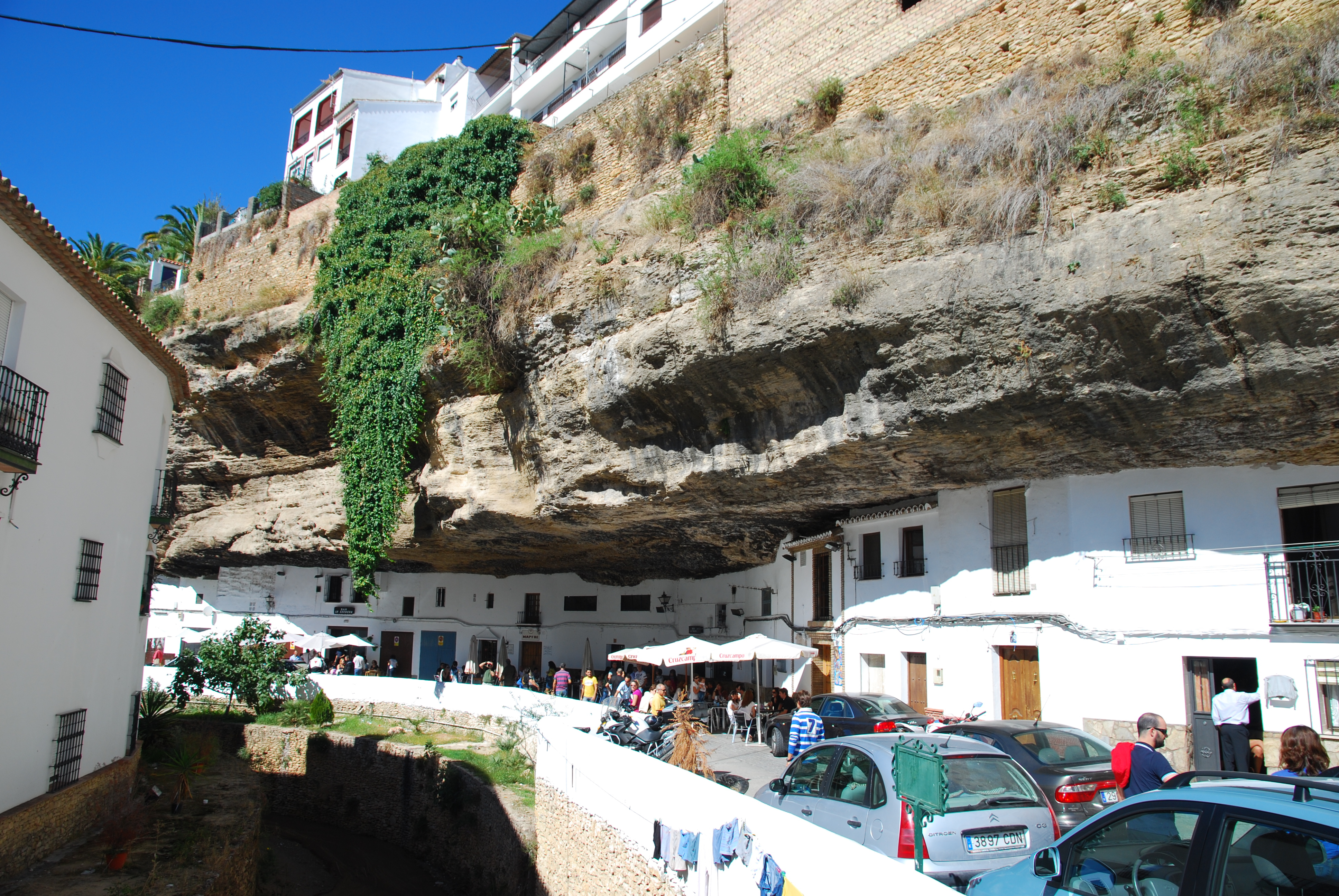
Grotwoningen

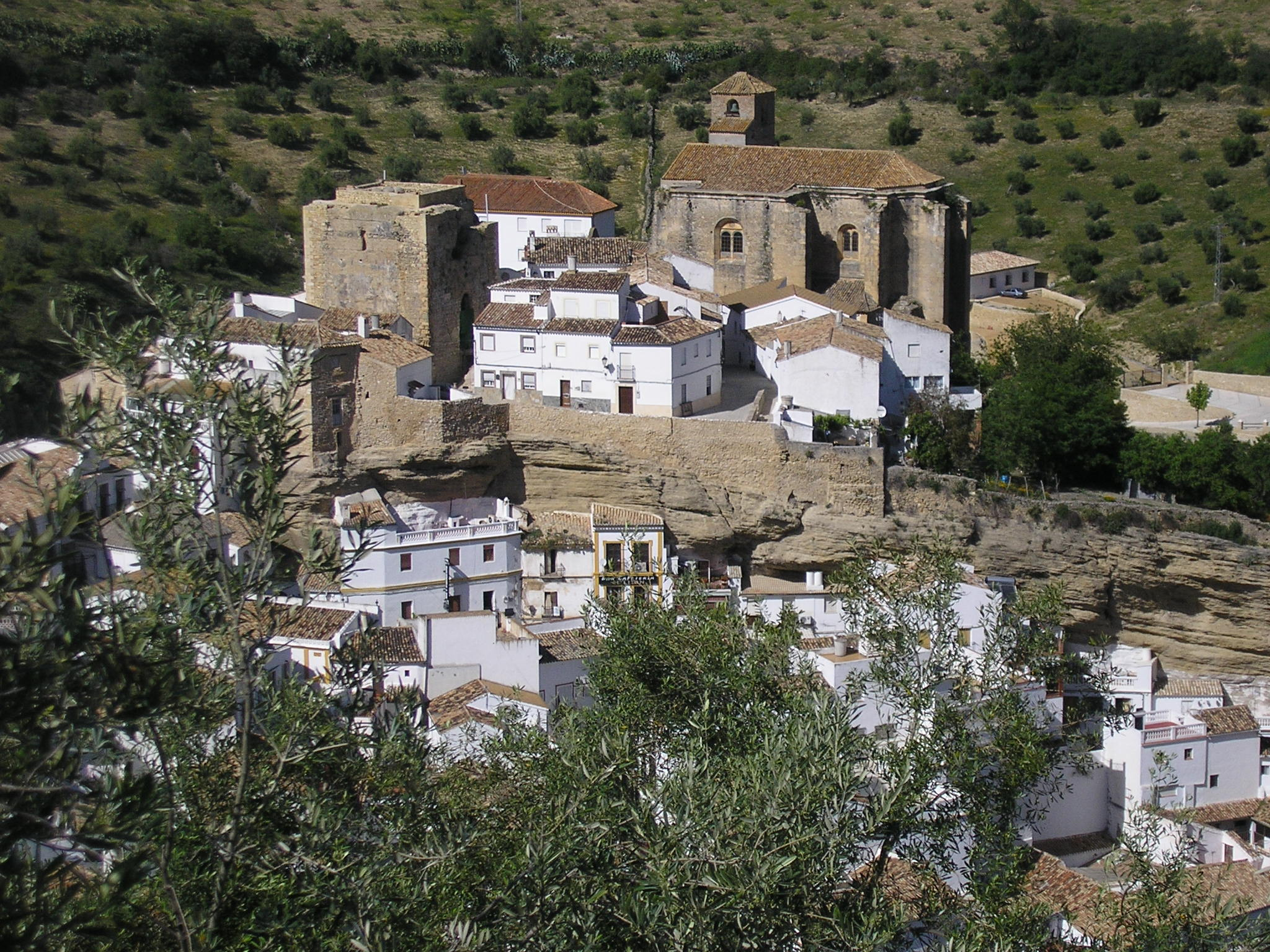
Vierkante verdedigingstoren

Setenil de las Bodegas is een gemeente in de Spaanse provincie Cádiz in de regio Andalusië met een oppervlakte van 82 km². In 2012 telde Setenil de las Bodegas 2927 inwoners.
Het dorp met wit-gekalkte huizen ligt in een dal dat uitgeslepen is door de Guadalporcún. De huizen maken gebruik van de uitgeslepen rots, die de achterkant van het huis of het dak vormt. Het zijn deels grotwoningen.
Hoger in het dorp staat nog een vierkante verdedigingstoren. Na een lange belegering viel de plaats in 1484 toen de Christelijke troepen erin slaagden de Moslims uit het fort te verdrijven.

## Demografische ontwikkeling
Bron: INE, 1857-2011: volkstellingen